# Чагатай, Джафер
Джафер Чагатай (тур. Cafer Çağatay; 1899, Стамбул, Османская империя — 24 апреля 1991) — турецкий футболист, игравший на позиции защитника.

## Клубная карьера
Джафер Чагатай начинал играть в клубе «Фенербахче». В 1916—1922 годах он выступал за «Алтынорду Имданюрду». В 1922 году Чагатай вернулся в «Фенербахче», с которым продолжил свои выступления в Стамбульской футбольной лиге.

## Карьера в сборной
26 октября 1923 года Джафер Чагатай дебютировал за сборную Турции в домашнем товарищеском матче против сборной Румынии. Чагатай играл за национальную сборную на Олимпийских играх 1924 года, в футбольном турнире которых турки проиграли в первом же раунде сборной Чехословакии со счётом 2:5.

## Статистика выступлений

### В сборной
| Матчи и голы Джафера Чагатая за сборную Турции | Матчи и голы Джафера Чагатая за сборную Турции | Матчи и голы Джафера Чагатая за сборную Турции | Матчи и голы Джафера Чагатая за сборную Турции | Матчи и голы Джафера Чагатая за сборную Турции | Матчи и голы Джафера Чагатая за сборную Турции | Матчи и голы Джафера Чагатая за сборную Турции |
| №                                              | Дата                                           | Место проведения                               | Соперник                                       | Счёт                                           | Голы                                           | Соревнование                                   |
| ---------------------------------------------- | ---------------------------------------------- | ---------------------------------------------- | ---------------------------------------------- | ---------------------------------------------- | ---------------------------------------------- | ---------------------------------------------- |
| 1                                              | 26 октября 1923                                | Таксим, Стамбул                                | Румыния                                        | 2:2                                            | —                                              | Товарищеский матч                              |
| 2                                              | 25 мая 1924                                    | Бержер, Париж                                  | Чехословакия                                   | 2:5                                            | —                                              | Олимпийские игры                               |
| 3                                              | 17 июня 1924                                   | Тёёлён Паллокенття, Хельсинки                  | Финляндия                                      | 4:2                                            | —                                              | Товарищеский матч                              |
| 4                                              | 19 июня 1924                                   | Калеви, Таллин                                 | Эстония                                        | 4:1                                            | —                                              | Товарищеский матч                              |
| 5                                              | 22 июня 1924                                   | ЛСБ, Рига                                      | Латвия                                         | 3:1                                            | —                                              | Товарищеский матч                              |
| 6                                              | 29 июня 1924                                   | Муниципальный стадион, Лодзь                   | Польша                                         | 0:2                                            | —                                              | Товарищеский матч                              |
| 7                                              | 14 октября 1927                                | Таксим, Стамбул                                | Болгария                                       | 3:1                                            | —                                              | Товарищеский матч                              |

Итого: 7 матчей / 0 голов; eu-football.info.